# Clavus
El clavus, o laticlavus era la franja de color violeta o púrpura que llevaban los senadores romanos en sus ropas. Tiene este nombre porque los tintes se sacaban de un molusco que también se llamaba clavus.
Clavus, con significado de clavo, hace referencia a la costumbre, en la Antigua Roma, de contar los años mediante un clavo que se colocaba en el muro del templo de Júpiter y que cada año se iba desplazando.